# Cardenal Quintero (khu tự quản)
Cardenal Quintero là một khu tự quản thuộc bang Mérida, Venezuela. Thủ phủ của khu tự quản Cardenal Quintero đóng tại Santo Domingo. Khự tự quản Cardenal Quintero có diện tích 350 km2, dân số theo điều tra dân số ngày 21 tháng 10 năm 2001 là 7833 người.